# Cnaeus Cornelius Cinna Magnus
Pour les articles homonymes, voir Cornelius Cinna.
Cnaeus Cornelius Cinna Magnus est un homme politique romain qui vécut sous la période d’Auguste.

## Biographie
Il est le fils de Lucius Cornelius Cinna et de Pompeia Magna, né après 55 av. J.-C.. Il est aussi le petit-fils de Lucius Cornelius Cinna et de Pompée, dont il reprend le prénom Cnaeus et le surnom Magnus (grand en latin).
Durant les guerres civiles, il prend parti contre Octave, qui pourtant lui pardonne, lui restitue les biens de sa famille et lui décerne un sacerdoce.
De l’avis de Sénèque, Cinna est  un patricien à l’esprit borné. Selon Dion Cassius, il profite en 4 ap. J.-C. de l’éloignement d’Auguste en Gaule pour comploter contre lui et envisager de l’assassiner. Il est dénoncé avant de mettre son projet à exécution. Auguste hésite sur le sort à réserver à Cinna, mais opte pour la clémence sur les conseils de son épouse Livie et se limite à admonester Cinna en privé,.
Selon Sénèque dans son livre destiné à Néron, De la clémence, Auguste est dans sa quarantième année quand il apprend l'existence de la conjuration ; cela reviendrait à dater l'événement à -23, ce qui semble impossible. Sénèque veut en fait dire par là qu'Auguste était quadragénaire, il avait entre 40 et 49 ans. Si l'on croise cette information avec le fait que l'empereur était en Gaule, et plus particulièrement à Lyon entre -16 et -13, on peut déjà établir une fourchette plus réaliste. Il convient ensuite d'analyser l'âge de Cinna. Dans le texte de Sénèque, Auguste se réfère à lui en tant qu’adulescens, un jeune homme donc qui doit avoir moins de 25 ans - les Romains considèrent que l'adolescence prend fin à 25 ans révolus. On ne connaît pas la date exacte de la naissance de Cinna, on connaît cependant l'identité de ses parents. Pompeia Magna était présente à Rome en -46 et une lettre de Cicéron à Atticus nous apprend que de vagues projets de fiançailles avaient été élaborés entre l'homme de lettres et la fille de Pompée. Ainsi, son mariage avec L. Cinna ne peut avoir lieu avant l'année -45, et de ce fait, la naissance de Cinna également. Cependant, si l'on suit Sénèque, Cinna ne doit pas avoir plus de 25 ans, en combinant cette information avec la situation politique de Sextus Pompée, l'oncle de Cinna, et de ses parents, très sûrement réfugiés auprès de lui en Sicile après les proscriptions - déjà mariés ou non - il semble tout à fait possible que Cinna soit né vers -41 ou -39. Après étude du texte de Sénèque et des éléments historiques connus, on peut s'arrêter sur la date de -16 pour la conjuration. Dion Cassius retient la date de 4 après Jésus-Christ car il ne se base que sur une seule donnée du texte de Sénèque : Auguste semble donner directement le consulat à Cinna, consul en 5 après Jésus-Christ. On peut cependant penser qu'un pacte a été conclu entre les deux hommes pour que Cinna reçoive le consulat plus tard.
Selon Paul Petit, Auguste déjà vieux venait d’organiser sa succession en adoptant Tibère, et se sentant plus fort, il pouvait se montrer clément envers Cinna. Paul Petit se base cependant sur l'interprétation de Dion Cassius qui place la conjuration en 4 après Jésus Christ alors que Sénèque semble la situer en 16 avant Jésus Christ. Cogitore, spécialiste des conspirations dans l'empire romain, classe le complot comme un coup monté organisé par le souverain lui-même.
Plus tard, Auguste le désigne comme consul pour l’année 5, avec Lucius Valerius Messalla Volesus. Tous deux donnent leur nom à la loi Valeria-Cornelia, qui organise la désignation des candidats aux magistratures en constituant dix centuries de sénateurs et de chevaliers.
Curieusement, Suétone, qui rédige après Sénèque, ne mentionne ni Cinna ni cet épisode. Il en va de même pour Tacite. Cet acte de clémence inspira à Pierre Corneille la tragédie Cinna.